# Dosa
La dosa (otras pronunciaciones) es una preparación alimenticia plana en forma de disco, elaborada con una mezcla semilíquida fermentada de arroz y frijol, al que se agregan especias, y que toma consistencia al calor. Es un plato muy típico de la cocina india, especialmente del sur del país. 
Fonéticamente la palabra se pronuncia más precisamente como dóse o a veces como dósai; sin embargo la transcripción dosa es la que prevalece y que ha sido ampliamente aceptada por la industria de la restauración india. Este tipo de merienda es baja en grasas y posee un alto contenido en carbohidratos y proteínas. En el sur de la india es un elemento típico en los desayunos.

## Masala dosa
Un masala dosa se elabora de una dosa a la que se le añade patatas, cebollas fritas y especias. Una variante de la masala dosa, el mysore masala dosa, se sirve con chatnis de coco y cebolla.
En Bangalore, la masala dosa se sirve con un chatni rojo aplicado sobre su superficie.

## Variaciones de dosa
Otros tipos de dosa (en India a veces se utilizan estos nombres en inglés) incluyen:
- Butter dosa (dosa de mantequilla, butter en inglés): en vez del aceite se emplea mantequilla cuando se fríe añadiendo una pequeña porción al servir.
- Chilli dosa: algo de chile (chilli en inglés) espolvoreado sobre la dosa.
- Chow-chow dosa: Dosa preparada con (saborizada al estilo indio) con noodles chinos.
- Ghee dosa: se unta ghi (escrito ghee en inglés) en vez de aceite cuando se fríe la dosa.
- Green dosa: dosa preparada con vegetales, verduras y algo de chatni de menta. (Green significa ‘verde’ en inglés).
- Dosa de huevo (o egg dosa): una tortilla de huevo sobre la que se pone la dosa.
- Onion dosa (dosa de cebollas; onion en inglés): cebollas troceadas muy finamente sobre la dosa.
- Family roast: se trata de una dosa de gran diámetro (puede llegar a medir de 2 a 3 metros).
- Paper dosa: muy fina

Alguna vez el dosa se refiere típicamente a una versión elaborada con arroz y lenteja, al ser tan popular en la India existen tantas versiones que resulta imposible enumerarlas todas, depende de la región de la India. Las más comunes son:
- Rava dosay: elaborada con rava (o semolina), que no necesita fermentación y de esta manera se considera un snack o tiffin rápido.
- Wheat dosai: elaborado con trigo (wheat en inglés) y servido con chatni de coco.
- Vella dosai: un dosai dulce elaborado con sirope y ghi o neyyi.
- Ragi dosai: elaborado con ragi o harina de millet, generalmente considerado «comida de pobre».
- Muttai dosai: huevos batidos con el dosai; la palabra muttai en Tamil significa ‘huevo’.
- Set Dose: una de las dosas más populares en Karnataka. Esta dosa se cocina solo por un lado y el otro se cocina al servir.
- Masala Dosa: elaborado con una mezcla fermentada de Urad Dal y arroz

## Curiosidades sobre la pronunciación
Debido a las diferentes formas de transliterar la palabra dosa, existen diferentes alternativas de pronunciación. Algunas de ellas incluyen:
- dosa
- dosai
- dosay
- dhosai
- dhosay
- tosai
- tosay
- thosai (empleado en Malasia)